# Torneos ATP en 1998
Aquí se reflejan todos los torneos de la ATP disputados durante la temporada tenística de 1998. Aparecen ordenados según su categoría, y en orden de disputa, figurando a su vez el tenista ganador del torneo y el progreso de los jugadores en cada torneo a partir de los cuartos de final. Además se indica para cada torneo el importe económico para premios, la superficie en la que se juega y el número de tenistas participantes.

## Calendario

### Claves
| Grand Slam                    |
| Tennis Masters Cup            |
| ATP Tennis Masters Series     |
| Eventos por equipos           |
| ATP International Series Gold |
| ATP International Series      |

### Enero
| Semana                  | Torneo                                                                                 | Campeones                                            | Finalistas                       | Semifinalistas                                               | Cuartos de final                                                       |
| ----------------------- | -------------------------------------------------------------------------------------- | ---------------------------------------------------- | -------------------------------- | ------------------------------------------------------------ | ---------------------------------------------------------------------- |
| 5 de enero de 1999      | Hopman Cup Perth, Australia Eventos por equipos Dura (i) – $1.000,000 – 8 equipos (RR) | Eslovaquia · 2–1                                     | Francia                          | Ronda Robin perdedores (Grupo A) España · Suecia · Australia | Ronda Robin perdedores (Grupo B) Alemania · Estados Unidos · Sudáfrica |
| 5 de enero de 1999      | Adelaide International Adelaida, Australia International Series $315,000 – Dura        | Lleyton Hewitt 3–6, 6–3, 7–6(7–4)                    | Jason Stoltenberg                | Todd Woodbridge Andre Agassi                                 | Nicolas Escudé Jérôme Golmard Vincent Spadea Brett Steven              |
| 5 de enero de 1999      | Adelaide International Adelaida, Australia International Series $315,000 – Dura        | Joshua Eagle Andrew Florent 6–4, 6–7, 6–3            | Ellis Ferreira Rick Leach        | Todd Woodbridge Andre Agassi                                 | Nicolas Escudé Jérôme Golmard Vincent Spadea Brett Steven              |
| 5 de enero de 1999      | Qatar Open Doha, Catar International Series $975,000 Dura                              | Petr Korda 6–0, 6–3                                  | Fabrice Santoro                  | Goran Ivanišević Andréi Medvédev                             | Greg Rusedski Bernd Karbacher Tim Henman Sjeng Schalken                |
| 5 de enero de 1999      | Qatar Open Doha, Catar International Series $975,000 Dura                              | Mahesh Bhupathi Leander Paes 6–4, 3–6, 6–4           | Olivier Delaître Fabrice Santoro | Goran Ivanišević Andréi Medvédev                             | Greg Rusedski Bernd Karbacher Tim Henman Sjeng Schalken                |
| 12 de enero             | Heineken Open Auckland, Nueva Zelanda International Series $315,000 Dura               | Marcelo Ríos 4–6, 6–4, 7–6(7–3)                      | Richard Fromberg                 | Byron Black Félix Mantilla                                   | Kenneth Carlsen Christian Vinck Dominik Hrbatý Carlos Costa            |
| 12 de enero             | Heineken Open Auckland, Nueva Zelanda International Series $315,000 Dura               | Patrick Galbraith Brett Steven 6–4, 6–2              | Tom Nijssen Jeff Tarango         | Byron Black Félix Mantilla                                   | Kenneth Carlsen Christian Vinck Dominik Hrbatý Carlos Costa            |
| 12 de enero             | Adidas International Sídney, Australia International Series $315,000 Dura              | Karol Kučera 7–5, 6–4                                | Tim Henman                       | Patrick Rafter Michael Tebbutt                               | Todd Martin Thomas Enqvist Jason Stoltenberg Albert Costa              |
| 12 de enero             | Adidas International Sídney, Australia International Series $315,000 Dura              | Todd Woodbridge Mark Woodforde 6–3, 7–5              | Jacco Eltingh Daniel Nestor      | Patrick Rafter Michael Tebbutt                               | Todd Martin Thomas Enqvist Jason Stoltenberg Albert Costa              |
| 19 de enero 26 de enero | Abierto de Australia Melbourne, Australia Grand Slam $3,140,107 Dura                   | Petr Korda 6–2, 6–2, 6–2                             | Marcelo Ríos                     | Karol Kučera Nicolas Escudé                                  | Pete Sampras Jonas Björkman Nicolas Kiefer Alberto Berasategui         |
| 19 de enero 26 de enero | Abierto de Australia Melbourne, Australia Grand Slam $3,140,107 Dura                   | Jonas Björkman Jacco Eltingh 6–2, 5–7, 2–6, 6–4, 6–3 | Todd Woodbridge Mark Woodforde   | Karol Kučera Nicolas Escudé                                  | Pete Sampras Jonas Björkman Nicolas Kiefer Alberto Berasategui         |
| 19 de enero 26 de enero | Abierto de Australia Melbourne, Australia Grand Slam $3,140,107 Dura                   | Justin Gimelstob Venus Williams 6–2, 6–1             | Cyril Suk Helena Suková          | Karol Kučera Nicolas Escudé                                  | Pete Sampras Jonas Björkman Nicolas Kiefer Alberto Berasategui         |

### Febrero
| Semana        | Torneo                                                                                          | Campeones                                      | Finalistas                       | Semifinalistas                    | Cuartos de final                                              |
| ------------- | ----------------------------------------------------------------------------------------------- | ---------------------------------------------- | -------------------------------- | --------------------------------- | ------------------------------------------------------------- |
| 2 de febrero  | Open 13 Marsella, Francia Series Mundiales ATP Dura(i) – $514,250                               | Thomas Enqvist 6–4, 6–1                        | Yevgeny Kafelnikov               | Mikael Tillström Richard Krajicek | Arnaud Clément Arnaud Boetsch Magnus Gustafsson Daniel Vacek  |
| 2 de febrero  | Open 13 Marsella, Francia Series Mundiales ATP Dura(i) – $514,250                               | Donald Johnson Francisco Montana 6–4, 3–6, 6–3 | Mark Keil T. J. Middleton        | Mikael Tillström Richard Krajicek | Arnaud Clément Arnaud Boetsch Magnus Gustafsson Daniel Vacek  |
| 2 de febrero  | Torneo de Zagreb Split, Croacia Series Mundiales ATP Moqueta (i) – $375,000                     | Goran Ivanišević 7–6(7–3), 7–6(7–5)            | Greg Rusedski                    | Marc Rosset Martin Sinner         | Martin Damm Rainer Schüttler Kenneth Carlsen Jiří Novák       |
| 2 de febrero  | Torneo de Zagreb Split, Croacia Series Mundiales ATP Moqueta (i) – $375,000                     | Martin Damm Jiří Novák 7–6, 6–2                | Fredrik Bergh Patrik Fredriksson | Marc Rosset Martin Sinner         | Martin Damm Rainer Schüttler Kenneth Carlsen Jiří Novák       |
| 9 de febrero  | Torneo de Dubái Dubái, Emiratos Árabes Unidos Series Mundiales ATP Sura – $1,014,250            | Àlex Corretja 7–6(7–0), 6–1                    | Félix Mantilla                   | Jonas Björkman Wayne Ferreira     | Carlos Moyá Carlos Costa Alberto Berasategui Nicolas Kiefer   |
| 9 de febrero  | Torneo de Dubái Dubái, Emiratos Árabes Unidos Series Mundiales ATP Sura – $1,014,250            | Mahesh Bhupathi Leander Paes 6–2, 7–5          | Donald Johnson Francisco Montana | Jonas Björkman Wayne Ferreira     | Carlos Moyá Carlos Costa Alberto Berasategui Nicolas Kiefer   |
| 9 de febrero  | Sybase Open San Jose, EE-UU. Series Mundiales ATP Dura (i) – $315,000                           | Andre Agassi 6–2, 6–4                          | Pete Sampras                     | John van Lottum Michael Chang     | Mark Woodforde Todd Martin Jan-Michael Gambill Tommy Haas     |
| 9 de febrero  | Sybase Open San Jose, EE-UU. Series Mundiales ATP Dura (i) – $315,000                           | Todd Woodbridge Mark Woodforde 6–1, 7–5        | Nelson Aerts André Sá            | John van Lottum Michael Chang     | Mark Woodforde Todd Martin Jan-Michael Gambill Tommy Haas     |
| 9 de febrero  | Torneo de San Petersburgo San Petersburgo, Rusia Series Mundiales ATP Moqueta – $315,000        | Richard Krajicek 6–4, 7–6(7–5)                 | Marc Rosset                      | Thomas Johansson Cédric Pioline   | Daniel Vacek Fabrice Santoro Dominik Hrbatý Hendrik Dreekmann |
| 9 de febrero  | Torneo de San Petersburgo San Petersburgo, Rusia Series Mundiales ATP Moqueta – $315,000        | Nicklas Kulti Mikael Tillström 3–6, 6–3, 7–6   | Marius Barnard Brent Haygarth    | Thomas Johansson Cédric Pioline   | Daniel Vacek Fabrice Santoro Dominik Hrbatý Hendrik Dreekmann |
| 16 de febrero | Kroger St. Jude International Memphis, Estados Unidos ATP Championship Series $825,000 Dura (i) | Mark Philippoussis 6–3, 6–2                    | Michael Chang                    | Marcelo Ríos Gustavo Kuerten      | Grant Stafford Thomas Enqvist Mark Woodforde Richard Fromberg |
| 16 de febrero | Kroger St. Jude International Memphis, Estados Unidos ATP Championship Series $825,000 Dura (i) | Todd Woodbridge Mark Woodforde 6–3, 6–4        | Ellis Ferreira David Roditi      | Marcelo Ríos Gustavo Kuerten      | Grant Stafford Thomas Enqvist Mark Woodforde Richard Fromberg |
| 23 de febrero | Guardian Direct Cup Londres ATP Championship Series Moqueta – $689,250                          | Yevgeny Kafelnikov 7–5, 6–4                    | Cédric Pioline                   | Jan Siemerink Wayne Ferreira      | Karol Kučera Marc-Kevin Goellner Tim Henman Patrick Rafter    |
| 23 de febrero | Guardian Direct Cup Londres ATP Championship Series Moqueta – $689,250                          | Martin Damm Jim Grabb 6–4, 7–5                 | Yevgeny Kafelnikov Daniel Vacek  | Jan Siemerink Wayne Ferreira      | Karol Kučera Marc-Kevin Goellner Tim Henman Patrick Rafter    |
| 23 de febrero | Advanta Championships Philadelphia, EE. UU. ATP Championship Series Dura – $589,250             | Pete Sampras 7–5, 7–6(7–3)                     | Thomas Enqvist                   | Tommy Haas Sébastien Lareau       | Sjeng Schalken Jeff Tarango Richey Reneberg Grant Stafford    |
| 23 de febrero | Advanta Championships Philadelphia, EE. UU. ATP Championship Series Dura – $589,250             | Jacco Eltingh Paul Haarhuis 7–6, 6–7, 6–2      | David Macpherson Richey Reneberg | Tommy Haas Sébastien Lareau       | Sjeng Schalken Jeff Tarango Richey Reneberg Grant Stafford    |

### Marzo
| Semana      | Torneo | Campeones | Finalistas | Semifinalistas                    | Cuartos de final                                                  |
| ----------- | --- | --- | --- | --------------------------------- | ----------------------------------------------------------------- |
| 1 de marzo  | Tennis Channel Open Scottsdale, Estados Unidos Series Mundiales ATP $315,000 Dura | Andre Agassi 6–4, 7–6(7–3) | Jason Stoltenberg | Tommy Haas Sjeng Schalken         | Sébastien Lareau Jan-Michael Gambill Andrea Gaudenzi Albert Costa |
| 1 de marzo  | Tennis Channel Open Scottsdale, Estados Unidos Series Mundiales ATP $315,000 Dura | Cyril Suk Michael Tebbutt 4–6, 6–1, 7–6                                                                                                   | Kent Kinnear David Wheaton                                                                                            | Tommy Haas Sjeng Schalken         | Sébastien Lareau Jan-Michael Gambill Andrea Gaudenzi Albert Costa |
| 1 de marzo  | Torneo ABN AMRO Torneo de Róterdam Róterdam, Países Bajos ATP Championship Series Moqueta – $315,000 | Magnus Gustafsson 3–6, 6–1, 6–1 | David Prinosil | Jan Siemerink Kenneth Carlsen     | Olivier Delaître Brett Steven Gianluca Pozzi Andrei Pavel         |
| 1 de marzo  | Torneo ABN AMRO Torneo de Róterdam Róterdam, Países Bajos ATP Championship Series Moqueta – $315,000 | Tom Kempers Menno Oosting 6–4, 7–6 | Jan Siemerink Brett Steven                                                                                            | Jan Siemerink Kenneth Carlsen     | Olivier Delaître Brett Steven Gianluca Pozzi Andrei Pavel         |
| 9 de marzo  | Newsweek Champions Cup Indian Wells, Estados Unidos ATP Super 9 $2,200,000 Dura | Marcelo Ríos 6–3, 6–7(15–17), 7–6(7–4), 6–4                                                                                               | Greg Rusedski | Thomas Muster Jan-Michael Gambill | Andréi Medvédev Thomas Enqvist Andre Agassi Petr Korda            |
| 9 de marzo  | Newsweek Champions Cup Indian Wells, Estados Unidos ATP Super 9 $2,200,000 Dura | Jonas Björkman Patrick Rafter 6–4, 7–6 | Todd Martin Richey Reneberg                                                                                           | Thomas Muster Jan-Michael Gambill | Andréi Medvédev Thomas Enqvist Andre Agassi Petr Korda            |
| 9 de marzo  | Torneo de Copenhague Copenhague Series Mundiales ATP Dura (i) – $240,000 | Magnus Gustafsson 6–4, 6–1 | Fabrice Santoro | Sébastien Grosjean Byron Black    | Daniel Nestor Rainer Schüttler Wayne Black Max Mirnyi             |
| 9 de marzo  | Torneo de Copenhague Copenhague Series Mundiales ATP Dura (i) – $240,000 | Max Mirnyi Andrei Olhovskiy 6–7(5–7), 7–6(7–4), 6–1                                                                                       | Marc-Kevin Goellner David Prinosil                                                                                    | Sébastien Grosjean Byron Black    | Daniel Nestor Rainer Schüttler Wayne Black Max Mirnyi             |
| 16 de marzo | Lipton Championships Cayo Vizcaíno, Estados Unidos ATP Super 9 $2,450,000 Dura | Marcelo Ríos 7–5, 6–3, 6–4 | Andre Agassi | Àlex Corretja Tim Henman          | Steve Campbell Jeff Tarango Thomas Enqvist Gustavo Kuerten        |
| 16 de marzo | Lipton Championships Cayo Vizcaíno, Estados Unidos ATP Super 9 $2,450,000 Dura | Ellis Ferreira Rick Leach 6–2, 6–4 | Alex O'Brien Jonathan Stark                                                                                           | Àlex Corretja Tim Henman          | Steve Campbell Jeff Tarango Thomas Enqvist Gustavo Kuerten        |
| 23 de marzo | Gran Premio Hassan II Casablanca, Marruecos Series Mundiales ATP $210,000 Tierra Batida | Andrea Gaudenzi 6–4, 5–7, 6–4 | Álex Calatrava | Karim Alami Sébastien Grosjean    | Albert Portas Fernando Vicente Juan Antonio Marín Hicham Arazi    |
| 23 de marzo | Gran Premio Hassan II Casablanca, Marruecos Series Mundiales ATP $210,000 Tierra Batida | Andrea Gaudenzi Diego Nargiso 6–4, 7–6 | Cristian Brandi Filippo Messori                                                                                       | Karim Alami Sébastien Grosjean    | Albert Portas Fernando Vicente Juan Antonio Marín Hicham Arazi    |
| 30 de marzo | Davis Cup Primera ronda Bratislava, Eslovaquia – Tierra Batida(i) Bremen, Alemania – Moqueta (i) Moinhos de Vento Park, Brasil – Tierra Batida Zürich, Suiza – Tierra Batida (i) Génova, Italia – Tierra Batida Victoria, Australia – hierba Brussels, Bélgica – Tierra Batida Atlanta, EE. UU. – Dura | Ganadores Primera ronda Suecia 3–2 · Alemania 5–0 · España 3–2 · Suiza 3–2 · Italia 4–1 · Zimbabue 3–2 · Bélgica 3–2 · Estados Unidos 3–2 | Perdedores Primera ronda Eslovaquia · Sudáfrica · Brasil · República Checa · India · Australia · Países Bajos · Rusia |                                   |                                                                   |

### Abril
| Semana      | Torneo | Campeones                                      | Finalistas                           | Semifinalistas                                          | Cuartos de final                                                     |
| ----------- | --- | ---------------------------------------------- | ------------------------------------ | ------------------------------------------------------- | -------------------------------------------------------------------- |
| 6 de abril  | Gold Flake Open Chennai, India Series Mundiales ATP Dura – $405,000                                                      | Patrick Rafter 6–3, 6–4                        | Mikael Tillström                     | Leander Paes Todd Woodbridge                            | Lars Burgsmüller Gérard Solvès Mark Woodforde Andrei Pavel           |
| 6 de abril  | Gold Flake Open Chennai, India Series Mundiales ATP Dura – $405,000                                                      | Mahesh Bhupathi Leander Paes 6–7, 6–3, 6–2     | Olivier Delaître Max Mirnyi          | Leander Paes Todd Woodbridge                            | Lars Burgsmüller Gérard Solvès Mark Woodforde Andrei Pavel           |
| 6 de abril  | Torneo de Estoril Estoril, Portugal Series Mundiales ATP $600,000 Tierra Batida                                          | Alberto Berasategui 3–6, 6–1, 6–3              | Thomas Muster                        | Karim Alami Carlos Moyá                                 | Félix Mantilla Albert Costa Juan Antonio Marín Carlos Costa          |
| 6 de abril  | Torneo de Estoril Estoril, Portugal Series Mundiales ATP $600,000 Tierra Batida                                          | Donald Johnson Francisco Montana 6–1, 2–6, 6–1 | David Roditi Fernon Wibier           | Karim Alami Carlos Moyá                                 | Félix Mantilla Albert Costa Juan Antonio Marín Carlos Costa          |
| 6 de abril  | Salem Open Hong Kong, China Series Mundiales ATP $315,000 Dura                                                           | Kenneth Carlsen 6–2, 6–0                       | Byron Black                          | Sébastien Lareau Thomas Johansson                       | Gianluca Pozzi Oscar Burrieza Sandon Stolle Neville Godwin           |
| 6 de abril  | Salem Open Hong Kong, China Series Mundiales ATP $315,000 Dura                                                           | Byron Black Alex O'Brien 7–5, 6–1              | Neville Godwin Tuomas Ketola         | Sébastien Lareau Thomas Johansson                       | Gianluca Pozzi Oscar Burrieza Sandon Stolle Neville Godwin           |
| 12 de abril | AIG Japan Open Tennis Championships Tokio, Japón ATP Championship Series $755,000 Dura                                   | Andrei Pavel 6–3, 6–4                          | Byron Black                          | Jan-Michael Gambill Daniel Vacek                        | David DiLucia Tim Henman David Prinosil Hendrik Dreekmann            |
| 12 de abril | AIG Japan Open Tennis Championships Tokio, Japón ATP Championship Series $755,000 Dura                                   | Sébastien Lareau Daniel Nestor 6–3, 6–4        | Olivier Delaître Stefano Pescosolido | Jan-Michael Gambill Daniel Vacek                        | David DiLucia Tim Henman David Prinosil Hendrik Dreekmann            |
| 12 de abril | Torneo Godó Barcelona, España ATP Championship Series $825,000 Tierra Batida                                             | Todd Martin 6–2, 1–6, 6–3, 6–2                 | Alberto Berasategui                  | Carlos Moyá Andrea Gaudenzi                             | Yevgeny Kafelnikov Dominik Hrbatý Carlos Costa Sergi Bruguera        |
| 12 de abril | Torneo Godó Barcelona, España ATP Championship Series $825,000 Tierra Batida                                             | Jacco Eltingh Paul Haarhuis 7–5, 6–0           | Ellis Ferreira Rick Leach            | Carlos Moyá Andrea Gaudenzi                             | Yevgeny Kafelnikov Dominik Hrbatý Carlos Costa Sergi Bruguera        |
| 20 de abril | Abierto de Monte Carlo Monte Carlo, Mónaco ATP Super 9 $2,200,000 Tierra Batida                                          | Carlos Moyá 6–3, 6–0, 7–5                      | Cédric Pioline                       | Alberto Berasategui Richard Krajicek                    | Fabrice Santoro Boris Becker Àlex Corretja Petr Korda                |
| 20 de abril | Abierto de Monte Carlo Monte Carlo, Mónaco ATP Super 9 $2,200,000 Tierra Batida                                          | Jacco Eltingh Paul Haarhuis 6–4, 6–2           | Todd Woodbridge Mark Woodforde       | Alberto Berasategui Richard Krajicek                    | Fabrice Santoro Boris Becker Àlex Corretja Petr Korda                |
| 20 de abril | U.S. Men's Clay Court Championships Orlando, Estados Unidos Series Mundiales ATP $264,250 Tierra Batida                  | Jim Courier 7–5, 3–6, 7–5                      | Michael Chang                        | Mikael Tillström Andrei Pavel                           | Márcio Carlsson Andrew Ilie Marcello Craca Álex Calatrava            |
| 20 de abril | U.S. Men's Clay Court Championships Orlando, Estados Unidos Series Mundiales ATP $264,250 Tierra Batida                  | Grant Stafford Kevin Ullyett 4–6, 6–4, 7–5     | Michael Tebbutt Mikael Tillström     | Mikael Tillström Andrei Pavel                           | Márcio Carlsson Andrew Ilie Marcello Craca Álex Calatrava            |
| 27 de abril | BMW Open Múnich, Alemania Series Mundiales ATP Tierra Batida – $500,000 – 32S/16D Thomas Enqvist 6–7(4–7), 7–6(8–6), 6–3 | Andre Agassi                                   | Magnus Gustafsson Galo Blanco        | Oliver Gross Nicolas Escudé Tomas Nydahl Jonas Björkman |                                                                      |
| 27 de abril | BMW Open Múnich, Alemania Series Mundiales ATP Tierra Batida – $500,000 – 32S/16D Thomas Enqvist 6–7(4–7), 7–6(8–6), 6–3 | Todd Woodbridge Mark Woodforde 6–0, 6–3        | Magnus Gustafsson Galo Blanco        | Oliver Gross Nicolas Escudé Tomas Nydahl Jonas Björkman | Joshua Eagle Andrew Florent                                          |
| 27 de abril | AT&T Challenge Atlanta, EE. UU. Series Mundiales ATP Tierra batida – $315,000                                            | Pete Sampras 6–7(2–7), 6–3, 7–6(7–4)           | Jason Stoltenberg                    | Álex Calatrava Andrei Pavel                             | Ramón Delgado Steve Campbell Franco Squillari Richey Reneberg        |
| 27 de abril | AT&T Challenge Atlanta, EE. UU. Series Mundiales ATP Tierra batida – $315,000                                            | Ellis Ferreira Brent Haygarth 6–3, 0–6, 6–2    | Alex O'Brien Richey Reneberg         | Álex Calatrava Andrei Pavel                             | Ramón Delgado Steve Campbell Franco Squillari Richey Reneberg        |
| 27 de abril | Abierto de Praga Praga, República Checa Series Mundiales ATP Tierra Batida – $340,000                                    | Fernando Meligeni 6–1, 6–4                     | Slava Doseděl                        | Nicolás Lapentti Dinu Pescariu                          | Jacobo Díaz Fernando Vicente Javier Sánchez Vicario Andrei Chesnokov |
| 27 de abril | Abierto de Praga Praga, República Checa Series Mundiales ATP Tierra Batida – $340,000                                    | Wayne Arthurs Andrew Kratzmann 6–1, 6–1        | Fredrik Bergh Nicklas Kulti          | Nicolás Lapentti Dinu Pescariu                          | Jacobo Díaz Fernando Vicente Javier Sánchez Vicario Andrei Chesnokov |

### Mayo
| Semana                | Torneo | Campeones                                  | Finalistas                       | Semifinalistas                                                  | Cuartos de final                                               |
| --------------------- | --- | ------------------------------------------ | -------------------------------- | --------------------------------------------------------------- | -------------------------------------------------------------- |
| 4 de mayo             | Abierto Licher Hamburgo, Alemania ATP Super 9 Tierra batida – $2,200,000                                                               | Albert Costa 6–2, 6–0, 1–0, retirada       | Àlex Corretja                    | Karol Kučera Félix Mantilla                                     | Fabrice Santoro Thomas Muster Gustavo Kuerten Goran Ivanišević |
| 4 de mayo             | Abierto Licher Hamburgo, Alemania ATP Super 9 Tierra batida – $2,200,000                                                               | Donald Johnson Francisco Montana 6–2, 7–5  | David Adams Brett Steven         | Karol Kučera Félix Mantilla                                     | Fabrice Santoro Thomas Muster Gustavo Kuerten Goran Ivanišević |
| 4 de mayo             | International Tennis Championships Coral Springs, EE. UU. Series Mundiales ATP Tierra batida – $245,000 – 32S/16D Andrew Ilie 7–5, 6–4 | Davide Sanguinetti                         | Justin Gimelstob Johan Van Herck | Sébastien Grosjean Xavier Malisse Michael Tebbutt Ramón Delgado |                                                                |
| 4 de mayo             | International Tennis Championships Coral Springs, EE. UU. Series Mundiales ATP Tierra batida – $245,000 – 32S/16D Andrew Ilie 7–5, 6–4 | Grant Stafford Kevin Ullyett 7–5, 6–4      | Justin Gimelstob Johan Van Herck | Sébastien Grosjean Xavier Malisse Michael Tebbutt Ramón Delgado | Mark Merklein Vincent Spadea                                   |
| 11 de mayo            | Abierto de Italia Roma, Italia ATP Super 9 $2,200,000 Tierra Batida                                                                    | Marcelo Ríos walkover                      | Albert Costa                     | Alberto Berasategui Gustavo Kuerten                             | Michael Chang Brett Steven Richard Krajicek Fernando Vicente   |
| 11 de mayo            | Abierto de Italia Roma, Italia ATP Super 9 $2,200,000 Tierra Batida                                                                    | Mahesh Bhupathi Leander Paes 6–4, 4–6, 7–6 | Ellis Ferreira Rick Leach        | Alberto Berasategui Gustavo Kuerten                             | Michael Chang Brett Steven Richard Krajicek Fernando Vicente   |
| 17 de mayo            | Copa Mundial por Equipos Düsseldorf, Alemania Copa Mundial por Equipos $1,650,000 Tierra Batida                                        | Alemania · 3–0                             | República Checa                  |                                                                 |                                                                |
| 17 de mayo            | Gran Premio Internacional Raiffeisen Sankt Pölten, Austria Series Mundiales ATP Tierra Batida – $400,000                               | Marcelo Ríos 6–2, 6–0                      | Vincent Spadea                   | Andrea Gaudenzi Marcelo Filippini                               | Galo Blanco Francisco Clavet Thomas Muster Sjeng Schalken      |
| 17 de mayo            | Gran Premio Internacional Raiffeisen Sankt Pölten, Austria Series Mundiales ATP Tierra Batida – $400,000                               | Jim Grabb David Macpherson 6–4, 6–4        | David Adams Wayne Black          | Andrea Gaudenzi Marcelo Filippini                               | Galo Blanco Francisco Clavet Thomas Muster Sjeng Schalken      |
| 25 de mayo 1 de junio | Roland Garros París, Francia Grand Slam $5,026,607 Tierra Batida                                                                       | Carlos Moyá 6–3, 7–5, 6–3                  | Àlex Corretja                    | Félix Mantilla Cédric Pioline                                   | Thomas Muster Marcelo Ríos Filip Dewulf Hicham Arazi           |
| 25 de mayo 1 de junio | Roland Garros París, Francia Grand Slam $5,026,607 Tierra Batida                                                                       | Jacco Eltingh Paul Haarhuis 6–3, 3–6, 6–3  | Mark Knowles Daniel Nestor       | Félix Mantilla Cédric Pioline                                   | Thomas Muster Marcelo Ríos Filip Dewulf Hicham Arazi           |
| 25 de mayo 1 de junio | Roland Garros París, Francia Grand Slam $5,026,607 Tierra Batida                                                                       | Justin Gimelstob Venus Williams 6–4, 6–4   | Luis Lobo Serena Williams        | Félix Mantilla Cédric Pioline                                   | Thomas Muster Marcelo Ríos Filip Dewulf Hicham Arazi           |

### Junio
| Semana                  | Torneo                                                                                          | Campeones                                                                    | Finalistas                                | Semifinalistas                       | Cuartos de final                                                |
| ----------------------- | ----------------------------------------------------------------------------------------------- | ---------------------------------------------------------------------------- | ----------------------------------------- | ------------------------------------ | --------------------------------------------------------------- |
| 8 de junio              | Abierto Gerry Weber Halle, Alemania Series Mundiales ATP $875,000 Césped                        | Yevgeny Kafelnikov 6–4, 6–4                                                  | Magnus Larsson                            | Paul Haarhuis Thomas Johansson       | Gianluca Pozzi Richard Krajicek Hendrik Dreekmann Magnus Norman |
| 8 de junio              | Abierto Gerry Weber Halle, Alemania Series Mundiales ATP $875,000 Césped                        | Ellis Ferreira Rick Leach 4–6, 6–4, 7–6                                      | John-Laffnie de Jager Marc-Kevin Goellner | Paul Haarhuis Thomas Johansson       | Gianluca Pozzi Richard Krajicek Hendrik Dreekmann Magnus Norman |
| 8 de junio              | Torneo Stella Artois de Queen's Club Londres, Gran Bretaña Series Mundiales ATP $750,000 Césped | Scott Draper 7–6(7–5), 6–4                                                   | Laurence Tieleman                         | Mark Woodforde Byron Black           | Thomas Enqvist Doug Flach Brian MacPhie Tim Henman              |
| 8 de junio              | Torneo Stella Artois de Queen's Club Londres, Gran Bretaña Series Mundiales ATP $750,000 Césped | Todd Woodbridge / Mark Woodforde Jonas Björkman / Patrick Rafter – cancelado |                                           | Mark Woodforde Byron Black           | Thomas Enqvist Doug Flach Brian MacPhie Tim Henman              |
| 8 de junio              | Internazionali di Carisbo Bolonia, Italia Series Mundiales ATP Tierra Batida – $315,000         | Julian Alonso 6–1, 6–4                                                       | Karim Alami                               | Juan Antonio Marín Dominik Hrbatý    | Mariano Puerta Carlos Costa Marzio Martelli Franco Squillari    |
| 8 de junio              | Internazionali di Carisbo Bolonia, Italia Series Mundiales ATP Tierra Batida – $315,000         | Brandon Coupe Paul Rosner 7–6, 6–3                                           | Giorgio Galimberti Massimo Valeri         | Juan Antonio Marín Dominik Hrbatý    | Mariano Puerta Carlos Costa Marzio Martelli Franco Squillari    |
| 15 de junio             | Trofeo Heineken 's-Hertogenbosch, Países Bajos Series Mundiales ATP $475,000 Hierba             | Patrick Rafter 7–6(7–2), 6–2                                                 | Martin Damm                               | Dennis van Scheppingen Jan Siemerink | Sjeng Schalken Richard Krajicek Karol Kučera Steve Campbell     |
| 15 de junio             | Trofeo Heineken 's-Hertogenbosch, Países Bajos Series Mundiales ATP $475,000 Hierba             | Guillaume Raoux Jan Siemerink 7–6(7–5), 6–2                                  | Joshua Eagle Andrew Florent               | Dennis van Scheppingen Jan Siemerink | Sjeng Schalken Richard Krajicek Karol Kučera Steve Campbell     |
| 15 de junio             | Samsung Open Nottingham, Gran Bretaña Series Mundiales ATP $315,000 Césped                      | Jonas Björkman 6–3, 6–2                                                      | Byron Black                               | Sargis Sargsian Jérôme Golmard       | Gianluca Pozzi Brett Steven Scott Draper David Prinosil         |
| 15 de junio             | Samsung Open Nottingham, Gran Bretaña Series Mundiales ATP $315,000 Césped                      | Justin Gimelstob Byron Talbot 7–5, 6–7, 6–4                                  | Sébastien Lareau Daniel Nestor            | Sargis Sargsian Jérôme Golmard       | Gianluca Pozzi Brett Steven Scott Draper David Prinosil         |
| 22 de junio 29 de junio | Torneo de Wimbledon Londres, Gran Bretaña Grand Slam $5,638,006 Hierba                          | Pete Sampras 6–7(2–7), 7–6(11–9), 6–4, 3–6, 6–2                              | Goran Ivanišević                          | Tim Henman Richard Krajicek          | Mark Philippoussis Petr Korda Jan Siemerink Davide Sanguinetti  |
| 22 de junio 29 de junio | Torneo de Wimbledon Londres, Gran Bretaña Grand Slam $5,638,006 Hierba                          | Jacco Eltingh Paul Haarhuis 2–6, 6–4, 7–6(7–3), 5–7, 10–8                    | Todd Woodbridge Mark Woodforde            | Tim Henman Richard Krajicek          | Mark Philippoussis Petr Korda Jan Siemerink Davide Sanguinetti  |
| 22 de junio 29 de junio | Torneo de Wimbledon Londres, Gran Bretaña Grand Slam $5,638,006 Hierba                          | Max Mirnyi Serena Williams 6–4, 6–4                                          | Mahesh Bhupathi Mirjana Lučić             | Tim Henman Richard Krajicek          | Mark Philippoussis Petr Korda Jan Siemerink Davide Sanguinetti  |

### Julio
| Semana      | Torneo | Campeones                                                                            | Finalistas                                                        | Semifinalistas                      | Cuartos de final                                                 |
| ----------- | --- | ------------------------------------------------------------------------------------ | ----------------------------------------------------------------- | ----------------------------------- | ---------------------------------------------------------------- |
| 5 de julio  | Abierto Investor de Båstad Bastad, Suecia Series Mundiales ATP $315,000 Tierra Batida                                                            | Magnus Gustafsson 6–2, 6–3                                                           | Andréi Medvédev                                                   | Thomas Johansson Dominik Hrbatý     | Jérôme Golmard Karim Alami Andrea Gaudenzi Jiří Novák            |
| 5 de julio  | Abierto Investor de Båstad Bastad, Suecia Series Mundiales ATP $315,000 Tierra Batida                                                            | Magnus Gustafsson Magnus Larsson 6–4, 6–2                                            | Lan Bale Piet Norval                                              | Thomas Johansson Dominik Hrbatý     | Jérôme Golmard Karim Alami Andrea Gaudenzi Jiří Novák            |
| 5 de julio  | Abierto Rado Gstaad, Suiza Series Mundiales ATP $525,000 Tierra Batida                                                                           | Àlex Corretja 7–6(7–5), 7–5, 6–3                                                     | Boris Becker                                                      | Marcelo Ríos Filip Dewulf           | Francisco Clavet Félix Mantilla Albert Costa Nicolas Kiefer      |
| 5 de julio  | Abierto Rado Gstaad, Suiza Series Mundiales ATP $525,000 Tierra Batida                                                                           | Gustavo Kuerten Fernando Meligeni 6–4, 7–5                                           | Daniel Orsanic Cyril Suk                                          | Marcelo Ríos Filip Dewulf           | Francisco Clavet Félix Mantilla Albert Costa Nicolas Kiefer      |
| 5 de julio  | Campeonato Miller Lite Hall of Fame Newport, Estados Unidos Series Mundiales ATP $320,000 Césped                                                 | Leander Paes 6–3, 6–2                                                                | Neville Godwin                                                    | Jason Stoltenberg Laurence Tieleman | John van Lottum Justin Gimelstob Rainer Schüttler Mark Knowles   |
| 5 de julio  | Campeonato Miller Lite Hall of Fame Newport, Estados Unidos Series Mundiales ATP $320,000 Césped                                                 | Doug Flach Sandon Stolle 6–2, 4–6, 7–6                                               | Scott Draper Jason Stoltenberg                                    | Jason Stoltenberg Laurence Tieleman | John van Lottum Justin Gimelstob Rainer Schüttler Mark Knowles   |
| 13 de julio | Copa Davis Cuartos de final Hamburgo, Alemania– Dura La Coruña, España – Tierra batida Prato, Italia – Tierra batida Indianapolis, EE. UU.– Dura | Ganadores Cuartos de final Suecia 3–2 · España 4–1 · Italia 5–0 · Estados Unidos 4–1 | Perdedores Cuartos de final Alemania · Suiza · Zimbabue · Bélgica |                                     |                                                                  |
| 20 de julio | Mercedes Cup Stuttgart, Alemania ATP Championship Series $915,000 Tierra Batida                                                                  | Gustavo Kuerten 4–6, 6–2, 6–4                                                        | Karol Kučera                                                      | Marcelo Ríos Carlos Moyá            | Boris Becker Bohdan Ulihrach Albert Costa Fernando Vicente       |
| 20 de julio | Mercedes Cup Stuttgart, Alemania ATP Championship Series $915,000 Tierra Batida                                                                  | Olivier Delaître Fabrice Santoro 6–1, 3–6, 6–3                                       | Joshua Eagle Jim Grabb                                            | Marcelo Ríos Carlos Moyá            | Boris Becker Bohdan Ulihrach Albert Costa Fernando Vicente       |
| 20 de julio | Legg Mason Tennis Classic Washington D.C., Estados Unidos ATP Championship Series $575,000 Dura                                                  | Andre Agassi 6–2, 6–0                                                                | Scott Draper                                                      | Michael Chang Wayne Ferreira        | Jim Courier Filip Dewulf Vincent Spadea Sébastien Lareau         |
| 20 de julio | Legg Mason Tennis Classic Washington D.C., Estados Unidos ATP Championship Series $575,000 Dura                                                  | Grant Stafford Kevin Ullyett 6–2, 6–4                                                | Wayne Ferreira Patrick Galbraith                                  | Michael Chang Wayne Ferreira        | Jim Courier Filip Dewulf Vincent Spadea Sébastien Lareau         |
| 27 de julio | Generali Open Kitzbühel, Austria ATP Championship Series $500,000 Tierra Batida                                                                  | Albert Costa 6–2, 1–6, 6–2, 3–6, 6–1                                                 | Andrea Gaudenzi                                                   | Franco Squillari Francisco Clavet   | Richard Fromberg Filip Dewulf Fernando Meligeni Nicolás Lapentti |
| 27 de julio | Generali Open Kitzbühel, Austria ATP Championship Series $500,000 Tierra Batida                                                                  | Tom Kempers Daniel Orsanic 6–3, 6–4                                                  | Joshua Eagle Andrew Kratzmann                                     | Franco Squillari Francisco Clavet   | Richard Fromberg Filip Dewulf Fernando Meligeni Nicolás Lapentti |
| 27 de julio | Copa Mercedes-Benz Los Ángeles, Estados Unidos Series Mundiales ATP $315,000 Dura                                                                | Andre Agassi 6–4, 6–4                                                                | Tim Henman                                                        | Justin Gimelstob Guillaume Raoux    | Patrick Rafter Sandon Stolle Michael Joyce Byron Black           |
| 27 de julio | Copa Mercedes-Benz Los Ángeles, Estados Unidos Series Mundiales ATP $315,000 Dura                                                                | Patrick Rafter Sandon Stolle 6–4, 6–4                                                | Jeff Tarango Daniel Vacek                                         | Justin Gimelstob Guillaume Raoux    | Patrick Rafter Sandon Stolle Michael Joyce Byron Black           |
| 27 de julio | Campeonato Internacional de Croacia Umag, Croacia Series Mundiales ATP Tierra Batida – $375,000                                                  | Bohdan Ulihrach 6–3, 7–6(7–0)                                                        | Magnus Norman                                                     | Juan Antonio Marín Mariano Puerta   | Paul Haarhuis Karol Kučera Gustavo Kuerten Félix Mantilla        |
| 27 de julio | Campeonato Internacional de Croacia Umag, Croacia Series Mundiales ATP Tierra Batida – $375,000                                                  | Neil Broad Piet Norval 6–1, 3–6, 6–3                                                 | Jiří Novák David Rikl                                             | Juan Antonio Marín Mariano Puerta   | Paul Haarhuis Karol Kučera Gustavo Kuerten Félix Mantilla        |

### Agosto
| Semana                        | Torneo                                                                                                  | Campeones                                       | Finalistas                       | Semifinalistas                      | Cuartos de final                                                        |
| ----------------------------- | --- | ----------------------------------------------- | -------------------------------- | ----------------------------------- | ----------------------------------------------------------------------- |
| 3 de agosto                   | Abierto du Maurier Montreal, Quebec, Canadá ATP Super 9 Dura– $2,200,000                                | Patrick Rafter 7–6(7–3), 6–4                    | Richard Krajicek                 | Andre Agassi Tim Henman             | Pete Sampras Yevgeny Kafelnikov Jonas Björkman Daniel Vacek             |
| 3 de agosto                   | Abierto du Maurier Montreal, Quebec, Canadá ATP Super 9 Dura– $2,200,000                                | Martin Damm Jim Grabb 6–7, 6–2, 7–6             | Ellis Ferreira Rick Leach        | Andre Agassi Tim Henman             | Pete Sampras Yevgeny Kafelnikov Jonas Björkman Daniel Vacek             |
| 3 de agosto                   | Abierto de Países Bajos Ámsterdam, Países Bajos Series Mundiales ATP Tierra Batida – $475,000           | Magnus Norman 6–3, 6–3, 2–6, 6–4                | Richard Fromberg                 | Karol Kučera Mariano Zabaleta       | Dominik Hrbatý Adrian Voinea Galo Blanco Slava Doseděl                  |
| 3 de agosto                   | Abierto de Países Bajos Ámsterdam, Países Bajos Series Mundiales ATP Tierra Batida – $475,000           | Jacco Eltingh Paul Haarhuis 6–3, 6–2            | Dominik Hrbatý Karol Kučera      | Karol Kučera Mariano Zabaleta       | Dominik Hrbatý Adrian Voinea Galo Blanco Slava Doseděl                  |
| 10 de agosto                  | Campeonato ATP Great American Insurance Mason, EE. UU. ATP Super 9 Dura – $2,200,000                    | Patrick Rafter 1–6, 7–6(7–2), 6–4               | Pete Sampras                     | Magnus Larsson Yevgeny Kafelnikov   | Vincent Spadea Thomas Johansson Petr Korda Daniel Vacek                 |
| 10 de agosto                  | Campeonato ATP Great American Insurance Mason, EE. UU. ATP Super 9 Dura – $2,200,000                    | Mark Knowles Daniel Nestor 6–1, 2–1 ret.        | Olivier Delaître Fabrice Santoro | Magnus Larsson Yevgeny Kafelnikov   | Vincent Spadea Thomas Johansson Petr Korda Daniel Vacek                 |
| 10 de agosto                  | Challenger de San Marino Ciudad de San Marino, San Marino Series Mundiales ATP Tierra Batida – $275,000 | Dominik Hrbatý 6–2, 7–5                         | Mariano Puerta                   | Carlos Costa Richard Fromberg       | Andrea Gaudenzi Juan Albert Viloca Mariano Zabaleta Vincenzo Santopadre |
| 10 de agosto                  | Challenger de San Marino Ciudad de San Marino, San Marino Series Mundiales ATP Tierra Batida – $275,000 | Jiří Novák David Rikl 6–4, 7–6                  | Mariano Hood Sebastián Prieto    | Carlos Costa Richard Fromberg       | Andrea Gaudenzi Juan Albert Viloca Mariano Zabaleta Vincenzo Santopadre |
| 17 de agosto                  | RCA Championships Indianápolis, Estados Unidos ATP Championship Series $915,000 Dura                    | Àlex Corretja 2–6, 6–2, 6–3                     | Andre Agassi                     | Ramón Delgado Todd Martin           | Byron Black Wayne Ferreira Greg Rusedski Hicham Arazi                   |
| 17 de agosto                  | RCA Championships Indianápolis, Estados Unidos ATP Championship Series $915,000 Dura                    | Jiří Novák David Rikl 6–2, 7–6                  | Mark Knowles Daniel Nestor       | Ramón Delgado Todd Martin           | Byron Black Wayne Ferreira Greg Rusedski Hicham Arazi                   |
| 17 de agosto                  | Pilot Pen International New Haven, EE. UU. ATP Championship Series Dura $745,000                        | Karol Kučera 6–4, 5–7, 6–2                      | Goran Ivanišević                 | Yevgeny Kafelnikov Richard Krajicek | Leander Paes Bohdan Ulihrach Tim Henman Guillaume Raoux                 |
| 17 de agosto                  | Pilot Pen International New Haven, EE. UU. ATP Championship Series Dura $745,000                        | Wayne Arthurs Peter Tramacchi 7–6, 1–6, 6–3     | Sébastien Lareau Alex O'Brien    | Yevgeny Kafelnikov Richard Krajicek | Leander Paes Bohdan Ulihrach Tim Henman Guillaume Raoux                 |
| 24 de agosto                  | MFS Pro Tennis Championships Boston, EE. UU. Series Mundiales ATP Dura – $315,000                       | Michael Chang 6–3, 6–4                          | Paul Haarhuis                    | Sébastien Grosjean Cédric Pioline   | Jonas Björkman Gianluca Pozzi Thomas Muster Sjeng Schalken              |
| 24 de agosto                  | MFS Pro Tennis Championships Boston, EE. UU. Series Mundiales ATP Dura – $315,000                       | Jacco Eltingh Paul Haarhuis 6–3, 6–2            | Chris Haggard Jack Waite         | Sébastien Grosjean Cédric Pioline   | Jonas Björkman Gianluca Pozzi Thomas Muster Sjeng Schalken              |
| 24 de agosto                  | Waldbaum's Hamlet Cup Long Island, EE. UU. Series Mundiales ATP Dura – $315,000                         | Patrick Rafter 7–6(7–3), 6–2                    | Félix Mantilla                   | Marat Safin Greg Rusedski           | Gustavo Kuerten David Prinosil Daniel Vacek Nicolas Escudé              |
| 24 de agosto                  | Waldbaum's Hamlet Cup Long Island, EE. UU. Series Mundiales ATP Dura – $315,000                         | ' Julian Alonso Javier Sánchez Vicario 6–4, 6–4 | Brandon Coupe Dave Randall       | Marat Safin Greg Rusedski           | Gustavo Kuerten David Prinosil Daniel Vacek Nicolas Escudé              |
| 31 de agosto 13 de septiembre | U.S. Open Flushing, New York, Estados Unidos Grand Slam $6,032,000 Dura                                 | Patrick Rafter 6–3, 3–6, 6–2, 6–0               | Mark Philippoussis               | Pete Sampras Carlos Moyá            | Karol Kučera Jonas Björkman Thomas Johansson Magnus Larsson             |
| 31 de agosto 13 de septiembre | U.S. Open Flushing, New York, Estados Unidos Grand Slam $6,032,000 Dura                                 | Cyril Suk Sandon Stolle 4–6, 7–6, 6–2           | Mark Knowles Daniel Nestor       | Pete Sampras Carlos Moyá            | Karol Kučera Jonas Björkman Thomas Johansson Magnus Larsson             |
| 31 de agosto 13 de septiembre | U.S. Open Flushing, New York, Estados Unidos Grand Slam $6,032,000 Dura                                 | Max Mirnyi Serena Williams 6–2, 6–2             | Patrick Galbraith Lisa Raymond   | Pete Sampras Carlos Moyá            | Karol Kučera Jonas Björkman Thomas Johansson Magnus Larsson             |

### Septiembre
| Semana           | Torneo                                                                                           | Campeones                                           | Finalistas                         | Semifinalistas                          | Cuartos de final                                                  |
| ---------------- | ------------------------------------------------------------------------------------------------ | --------------------------------------------------- | ---------------------------------- | --------------------------------------- | ----------------------------------------------------------------- |
| 14 de septiembre | Bournemouth International Bournemouth, Reino Unido Series Mundiales ATP Tierra batida – $375,000 | Félix Mantilla 6–3, 7–5                             | Albert Costa                       | Marc-Kevin Goellner Vincenzo Santopadre | Alberto Berasategui Stefan Koubek Álex López Morón Arnaud Clément |
| 14 de septiembre | Bournemouth International Bournemouth, Reino Unido Series Mundiales ATP Tierra batida – $375,000 | Neil Broad Kevin Ullyett 7–6, 6–3                   | Wayne Arthurs Alberto Berasategui  | Marc-Kevin Goellner Vincenzo Santopadre | Alberto Berasategui Stefan Koubek Álex López Morón Arnaud Clément |
| 14 de septiembre | Connex Open Bucarest, Rumanía Series Mundiales ATP Tierra Batida – $470,000                      | Francisco Clavet 6–4, 2–6, 7–5                      | Arnaud Di Pasquale                 | Albert Portas Adrian Voinea             | Julian Alonso Andrei Pavel Galo Blanco Emilio Benfele Álvarez     |
| 14 de septiembre | Connex Open Bucarest, Rumanía Series Mundiales ATP Tierra Batida – $470,000                      | Andrei Pavel Gabriel Trifu 7–6, 7–6                 | George Cosac Dinu Pescariu         | Albert Portas Adrian Voinea             | Julian Alonso Andrei Pavel Galo Blanco Emilio Benfele Álvarez     |
| 14 de septiembre | President's Cup Taskent, Uzbekistán Series Mundiales ATP $380,000 Dura                           | Tim Henman 7–5, 6–4                                 | Yevgeny Kafelnikov                 | Cédric Pioline Nicolas Escudé           | Gastón Etlis Marat Safin Karsten Braasch Stefano Pescosolido      |
| 14 de septiembre | President's Cup Taskent, Uzbekistán Series Mundiales ATP $380,000 Dura                           | Stefano Pescosolido Laurence Tieleman 7–5, 4–6, 7–5 | Kenneth Carlsen Sjeng Schalken     | Cédric Pioline Nicolas Escudé           | Gastón Etlis Marat Safin Karsten Braasch Stefano Pescosolido      |
| 21 de septiembre | Copa Davis Semifinales Estocolmo, Suecia – Moqueta Milwaukee, EE. UU. – Dura                     | Ganadores Suecia 4–1 Italia 4–1                     | Perdedores España · Estados Unidos |                                         |                                                                   |
| 28 de septiembre | Grand Slam Cup Múnich, Alemania Copa Grand Slam(ITF) Dura – $4,250,000                           | Marcelo Ríos 6–4, 2–6, 7–6(7–1), 5–7, 6–3           | Andre Agassi                       | Karol Kučera Mark Philippoussis         | Petr Korda Goran Ivanišević Jonas Björkman Félix Mantilla         |
| 28 de septiembre | Abierto de Mallorca Mallorca, España ATP World Series Tierra Batida – $425,000                   | Gustavo Kuerten 6–7(5–7), 6–2, 6–3                  | Carlos Moyá                        | Fernando Vicente Thomas Muster          | Thomas Schiessling Tomás Carbonell Tommy Haas Sergi Bruguera      |
| 28 de septiembre | Abierto de Mallorca Mallorca, España ATP World Series Tierra Batida – $425,000                   | Daniel Orsanic Pablo Albano 7–6, 6–3                | Jiří Novák David Rikl              | Fernando Vicente Thomas Muster          | Thomas Schiessling Tomás Carbonell Tommy Haas Sergi Bruguera      |
| 28 de septiembre | Abierto Adidas de Toulouse Toulouse, Francia Series Mundiales ATP Dura – $375,000                | Jan Siemerink 6–4, 6–4                              | Greg Rusedski                      | Nicolas Kiefer Thomas Johansson         | Arnaud Clément Marc Rosset Stéphane Huet Roger Federer            |
| 28 de septiembre | Abierto Adidas de Toulouse Toulouse, Francia Series Mundiales ATP Dura – $375,000                | Fabrice Santoro Olivier Delaître 6–2, 6–4           | Paul Haarhuis Jan Siemerink        | Nicolas Kiefer Thomas Johansson         | Arnaud Clément Marc Rosset Stéphane Huet Roger Federer            |

### Octubre
| Semana        | Torneo                                                                                             | Campeones                                   | Finalistas                        | Semifinalistas                  | Cuartos de final                                                        |
| ------------- | -------------------------------------------------------------------------------------------------- | ------------------------------------------- | --------------------------------- | ------------------------------- | ----------------------------------------------------------------------- |
| 5 de octubre  | Davidoff Swiss Indoors Basilea, Suiza Series Mundiales ATP Moqueta – $975,000                      | Tim Henman 6–4, 6–3, 3–6, 6–4               | Andre Agassi                      | Marc Rosset Thomas Johansson    | David Prinosil Magnus Gustafsson Nicolas Kiefer Fabrice Santoro         |
| 5 de octubre  | Davidoff Swiss Indoors Basilea, Suiza Series Mundiales ATP Moqueta – $975,000                      | Fabrice Santoro Olivier Delaître 6–3, 7–6   | Piet Norval Kevin Ullyett         | Marc Rosset Thomas Johansson    | David Prinosil Magnus Gustafsson Nicolas Kiefer Fabrice Santoro         |
| 5 de octubre  | Campionati Internazionali di Sicilia Palermo, Italia Series Mundiales ATP Tierra Batida – $315,000 | Mariano Puerta 6–3, 6–2                     | Franco Squillari                  | Àlex Corretja Galo Blanco       | Nicolás Lapentti Fernando Vicente Mariano Zabaleta Arnaud Di Pasquale   |
| 5 de octubre  | Campionati Internazionali di Sicilia Palermo, Italia Series Mundiales ATP Tierra Batida – $315,000 | Francisco Montana Donald Johnson 6–4, 7–6   | Pablo Albano Daniel Orsanic       | Àlex Corretja Galo Blanco       | Nicolás Lapentti Fernando Vicente Mariano Zabaleta Arnaud Di Pasquale   |
| 5 de octubre  | Abierto Heineken de Shanghai Shanghái, China Series Mundiales ATP Dura – $315,000                  | Michael Chang 4–6, 6–1, 6–2                 | Goran Ivanišević                  | Ramón Delgado Paul Haarhuis     | Kenneth Carlsen Michael Tebbutt Mark Woodforde Todd Woodbridge          |
| 5 de octubre  | Abierto Heineken de Shanghai Shanghái, China Series Mundiales ATP Dura – $315,000                  | Mahesh Bhupathi Leander Paes 6–4, 6–7, 7–6  | Todd Woodbridge Mark Woodforde    | Ramón Delgado Paul Haarhuis     | Kenneth Carlsen Michael Tebbutt Mark Woodforde Todd Woodbridge          |
| 12 de octubre | Abierto Heineken de Singapore Singapur ATP Championship Series Dura – $725,000                     | Marcelo Ríos 6–4, 6–2                       | Mark Woodforde                    | Jim Courier Sjeng Schalken      | Lleyton Hewitt Jan-Michael Gambill John Van Lottum Kenneth Carlsen      |
| 12 de octubre | Abierto Heineken de Singapore Singapur ATP Championship Series Dura – $725,000                     | Todd Woodbridge Mark Woodforde 6–2, 6–3     | Mahesh Bhupathi Leander Paes      | Jim Courier Sjeng Schalken      | Lleyton Hewitt Jan-Michael Gambill John Van Lottum Kenneth Carlsen      |
| 12 de octubre | CA-TennisTrophy Viena, Austria ATP Championship Series Moqueta – $800,000                          | Pete Sampras 6–3, 7–6(7–3), 6–1             | Karol Kučera                      | Todd Martin Greg Rusedski       | Tim Henman Cédric Pioline Jonas Björkman Patrick Rafter                 |
| 12 de octubre | CA-TennisTrophy Viena, Austria ATP Championship Series Moqueta – $800,000                          | Yevgeny Kafelnikov Daniel Vacek 7–5, 6–3    | David Adams John-Laffnie de Jager | Todd Martin Greg Rusedski       | Tim Henman Cédric Pioline Jonas Björkman Patrick Rafter                 |
| 18 de octubre | Gran Premio de Tenis de Lyon Lyon, Francia Series Mundiales ATP Moqueta – $725,000                 | Àlex Corretja 2–6, 7–6(8–6), 6–1            | Tommy Haas                        | Marcelo Ríos Wayne Ferreira     | Pete Sampras Arnaud Di Pasquale Olivier Delaître Patrick Rafter         |
| 18 de octubre | Gran Premio de Tenis de Lyon Lyon, Francia Series Mundiales ATP Moqueta – $725,000                 | Olivier Delaître Fabrice Santoro 6–2, 6–2   | Tomás Carbonell Francisco Roig    | Marcelo Ríos Wayne Ferreira     | Pete Sampras Arnaud Di Pasquale Olivier Delaître Patrick Rafter         |
| 18 de octubre | IPB Czech Indoor Ostrava, República Checa Series Mundiales de ATP Moqueta (i) – $975,000           | Andre Agassi 6–2, 3–6, 6–3                  | Ján Krošlák                       | Thomas Enqvist Wayne Black      | Nicklas Kulti Andréi Medvédev Martin Damm Thomas Johansson              |
| 18 de octubre | IPB Czech Indoor Ostrava, República Checa Series Mundiales de ATP Moqueta (i) – $975,000           | Nicolas Kiefer David Prinosil 6–4, 6–3      | David Adams Pavel Vízner          | Thomas Enqvist Wayne Black      | Nicklas Kulti Andréi Medvédev Martin Damm Thomas Johansson              |
| 25 de octubre | Eurocard Open Stuttgart, Alemania ATP Super 9 Dura – $2,200,000                                    | Richard Krajicek 6–4, 6–3, 6–3              | Yevgeny Kafelnikov                | Pete Sampras Jonas Björkman     | Jan-Michael Gambill Goran Ivanišević Greg Rusedski Marcelo Ríos         |
| 25 de octubre | Eurocard Open Stuttgart, Alemania ATP Super 9 Dura – $2,200,000                                    | Sébastien Lareau Alex O'Brien 6–3, 3–6, 7–5 | Mahesh Bhupathi Leander Paes      | Pete Sampras Jonas Björkman     | Jan-Michael Gambill Goran Ivanišević Greg Rusedski Marcelo Ríos         |
| 25 de octubre | Abierto Mexicano Telcel México D,F,, México Serioes Mundiales ATP Tierra batida – $315,000         | Jiří Novák 6–3, 6–3                         | Xavier Malisse                    | Francisco Clavet Mariano Puerta | Juan Antonio Marín Davide Sanguinetti Alejandro Hernández Jordi Burillo |
| 25 de octubre | Abierto Mexicano Telcel México D,F,, México Serioes Mundiales ATP Tierra batida – $315,000         | Jiří Novák David Rikl 6–4, 6–2              | Daniel Orsanic David Roditi       | Francisco Clavet Mariano Puerta | Juan Antonio Marín Davide Sanguinetti Alejandro Hernández Jordi Burillo |

### Noviembre
| Semana          | Torneo                                                                                                  | Campeones                                    | Finalistas                      | Semifinalistas                                                        | Cuartos de final                                                                                 |
| --------------- | --- | -------------------------------------------- | ------------------------------- | --------------------------------------------------------------------- | ------------------------------------------------------------------------------------------------ |
| 2 de noviembre  | Abierto de París París, Francia ATP Super 9 Moqueta - $2,300,000                                        | Greg Rusedski 6–4, 7–6(7–4), 6–3             | Pete Sampras                    | Todd Martin Yevgeny Kafelnikov                                        | Mark Philippoussis Andre Agassi Magnus Gustafsson Marcelo Ríos                                   |
| 2 de noviembre  | Abierto de París París, Francia ATP Super 9 Moqueta - $2,300,000                                        | Mahesh Bhupathi Leander Paes 6–4, 6–2        | Jacco Eltingh Paul Haarhuis     | Todd Martin Yevgeny Kafelnikov                                        | Mark Philippoussis Andre Agassi Magnus Gustafsson Marcelo Ríos                                   |
| 2 de noviembre  | Abierto Cerveza Club de Colombia Bogotá, Colombia Series Mundiales ATP Tierra batida – $315,000         | Mariano Zabaleta 6–4, 6–4                    | Ramón Delgado                   | Sargis Sargsian Jiří Novák                                            | Jim Courier Juan Balcells Mauricio Hadad Davide Sanguinetti                                      |
| 2 de noviembre  | Abierto Cerveza Club de Colombia Bogotá, Colombia Series Mundiales ATP Tierra batida – $315,000         | Diego del Río Mariano Puerta 6–7, 6–3, 6–2   | Gábor Köves Eric Taino          | Sargis Sargsian Jiří Novák                                            | Jim Courier Juan Balcells Mauricio Hadad Davide Sanguinetti                                      |
| 9 de noviembre  | Copa Kremlin Moscú, Rusia Series Mundiales ATP $1,125,000 Dura (i)                                      | Yevgeny Kafelnikov 7–6(7–2), 7–6(7–5)        | Goran Ivanišević                | Arnaud Clément Marc Rosset                                            | Sébastien Lareau Lars Burgsmüller Ján Krošlák Guillaume Raoux                                    |
| 9 de noviembre  | Copa Kremlin Moscú, Rusia Series Mundiales ATP $1,125,000 Dura (i)                                      | Jared Palmer Jeff Tarango 6–4, 6–7, 6–2      | Yevgeny Kafelnikov Daniel Vacek | Arnaud Clément Marc Rosset                                            | Sébastien Lareau Lars Burgsmüller Ján Krošlák Guillaume Raoux                                    |
| 9 de noviembre  | Abierto Scania de Estocolmo Estocolmo, Suecia Series Mundiales ATP $800,000 Dura (i)                    | Todd Martin 6–3, 6–4, 6–4                    | Thomas Johansson                | Greg Rusedski Tim Henman                                              | Jason Stoltenberg Daniel Nestor Magnus Gustafsson Takao Suzuki                                   |
| 9 de noviembre  | Abierto Scania de Estocolmo Estocolmo, Suecia Series Mundiales ATP $800,000 Dura (i)                    | Nicklas Kulti Mikael Tillström 7–5, 3–6, 7–5 | Chris Haggard Peter Nyborg      | Greg Rusedski Tim Henman                                              | Jason Stoltenberg Daniel Nestor Magnus Gustafsson Takao Suzuki                                   |
| 9 de noviembre  | Chevrolet Cup Santiago, Chile Series Mundiales ATP Tierra batida – $315,000                             | Francisco Clavet 6–2, 6–4                    | Younes El Aynaoui               | Juan Antonio Marín Félix Mantilla                                     | Marcelo Ríos Nicolás Lapentti Mariano Puerta Jim Courier                                         |
| 9 de noviembre  | Chevrolet Cup Santiago, Chile Series Mundiales ATP Tierra batida – $315,000                             | Mariano Hood Sebastián Prieto 7–6, 6–7, 7–6  | Massimo Bertolini Devin Bowen   | Juan Antonio Marín Félix Mantilla                                     | Marcelo Ríos Nicolás Lapentti Mariano Puerta Jim Courier                                         |
| 16 de noviembre | Campeonato Mundial ATP Tour de dobles Hanover, Alemania ATP Tour World Championships Moqueta – $900,000 | Jacco Eltingh Paul Haarhuis 6–4, 6–2, 7–5    | Mark Knowles Daniel Nestor      | Donald Johnson / Francisco Montana Olivier Delaître / Fabrice Santoro | Donald Johnson / Francisco Montana Olivier Delaître / Fabrice Santoro                            |
| 23 de noviembre | Campeonato Mundial ATP Tour Hanover, Alemania ATP Tour World Championships Dura – $3,600,000            | Àlex Corretja 3–6, 3–6, 7–5, 6–3, 7–5        | Carlos Moyá                     | Tim Henman Pete Sampras                                               | Round robin Albert Costa Greg Rusedski Yevgeny Kafelnikov Karol Kučera Andre Agassi Marcelo Ríos |
| 30 de noviembre | Copa Davis Final Milán, Italia – Tierra Batida                                                          | Suecia 4–1                                   | Italia                          |                                                                       |                                                                                                  |